# Schillerdenkmal (Dresden)

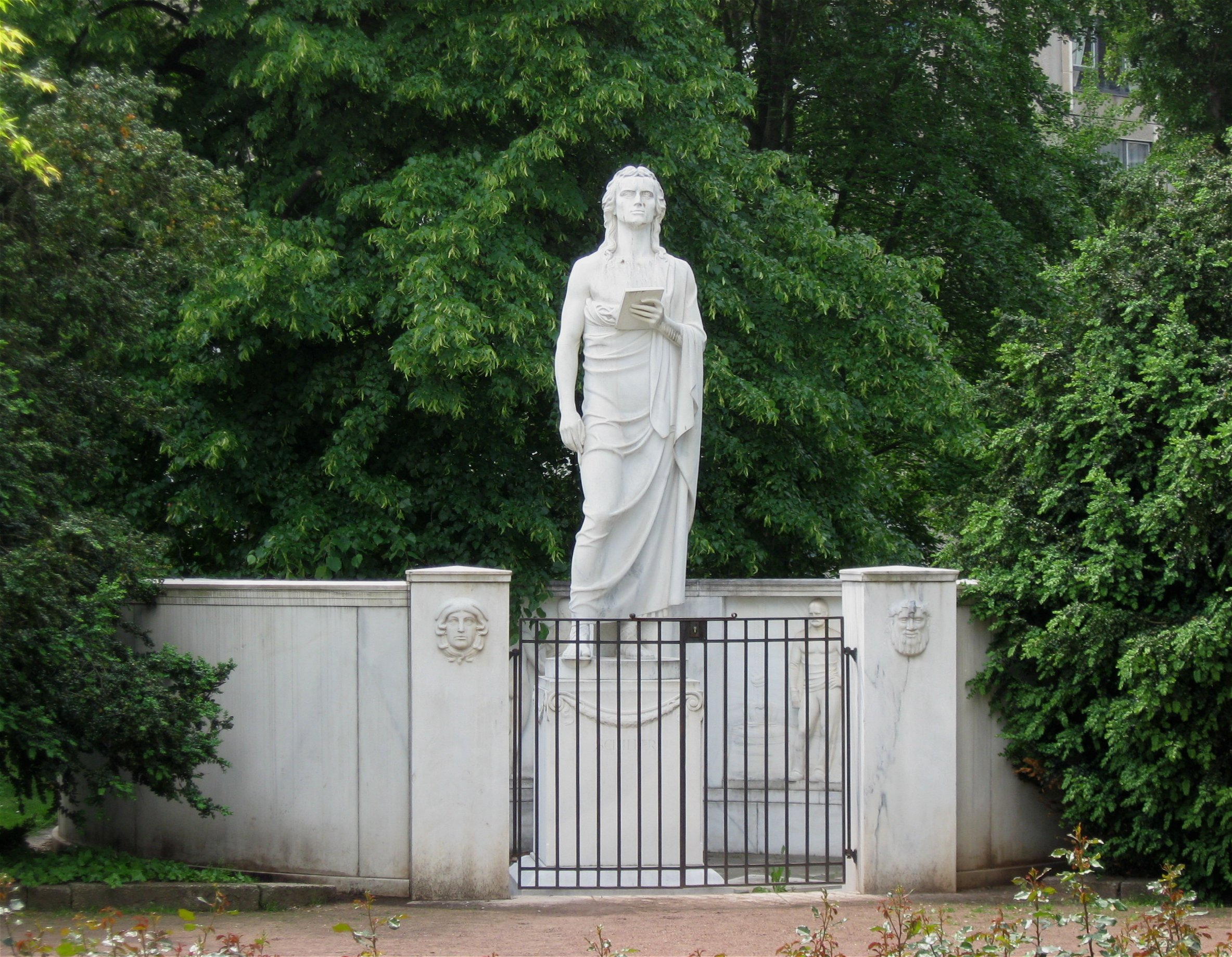
Schillerdenkmal am Albertplatz in Dresden

Das Dresdner Schillerdenkmal steht südwestlich des Albertplatzes, zwischen dem Beginn der Hauptstraße und dem der Königstraße im Stadtteil Innere Neustadt auf dem Jorge-Gomondai-Platz. Es ist ein Werk von Selmar Werner, die Architektur stammt von Oswin Hempel.

## Geschichte

Ansicht um 1921

Anlässlich des 100. Todestages Friedrich Schillers gründete sich 1905 ein Ausschuss zur Errichtung eines Schillerdenkmals in Dresden. Während die Stadt Dresden den Bauplatz – eine Freifläche südlich des Albertplatzes – unentgeltlich zusagte, gestaltete sich die Sammlung von privaten Spenden für die vorgesehenen Baukosten in Höhe von 30.000 Mark erheblich schwieriger.
1908, die Summe war bis dahin noch nicht aufgebracht, wurde ein künstlerischer Wettbewerb durchgeführt, dessen Ergebnisse jedoch nicht umgesetzt werden konnten.
Erst 1913, auch im Rahmen der bildhauerisch-künstlerischen Reformbestrebungen in Dresden, konnte Selmar Werner gewonnen werden. Werner stammte aus der Schule von Robert Diez, der wiederum in Dresden bereits eine Vielzahl von Kunstwerken, wie z. B. den Zwillingsbrunnen Stille Wasser und Stürmische Wogen auf dem Albertplatz und auch den Gänsediebbrunnen, geschaffen hatte. Werners – realisiertes – Konzept sah Schiller mit bildnisgetreuen Zügen als eine rein geistige, ideale dichterische Persönlichkeit vor, griechisch gewandet und umgeben von seinen wichtigsten Werken.
Die architektonische Umsetzung, die durch Oswin Hempel erfolgte und in Laaser Marmor ausgeführt wurde, stellte das 3,40 m hohe Standbild Werners auf einem Sockel in den Mittelpunkt einer Rotunde (Durchmesser 7,50 m), die nur von der direkt auf ihn gerichteten Seite begehbar ist und zu der man eine Stufe (die auch symbolisch gemeint ist) hinabsteigt.

„Barhaupt mit erhobenem Haupte steht er vor uns und in die Weiten der Phantasie schauend.“

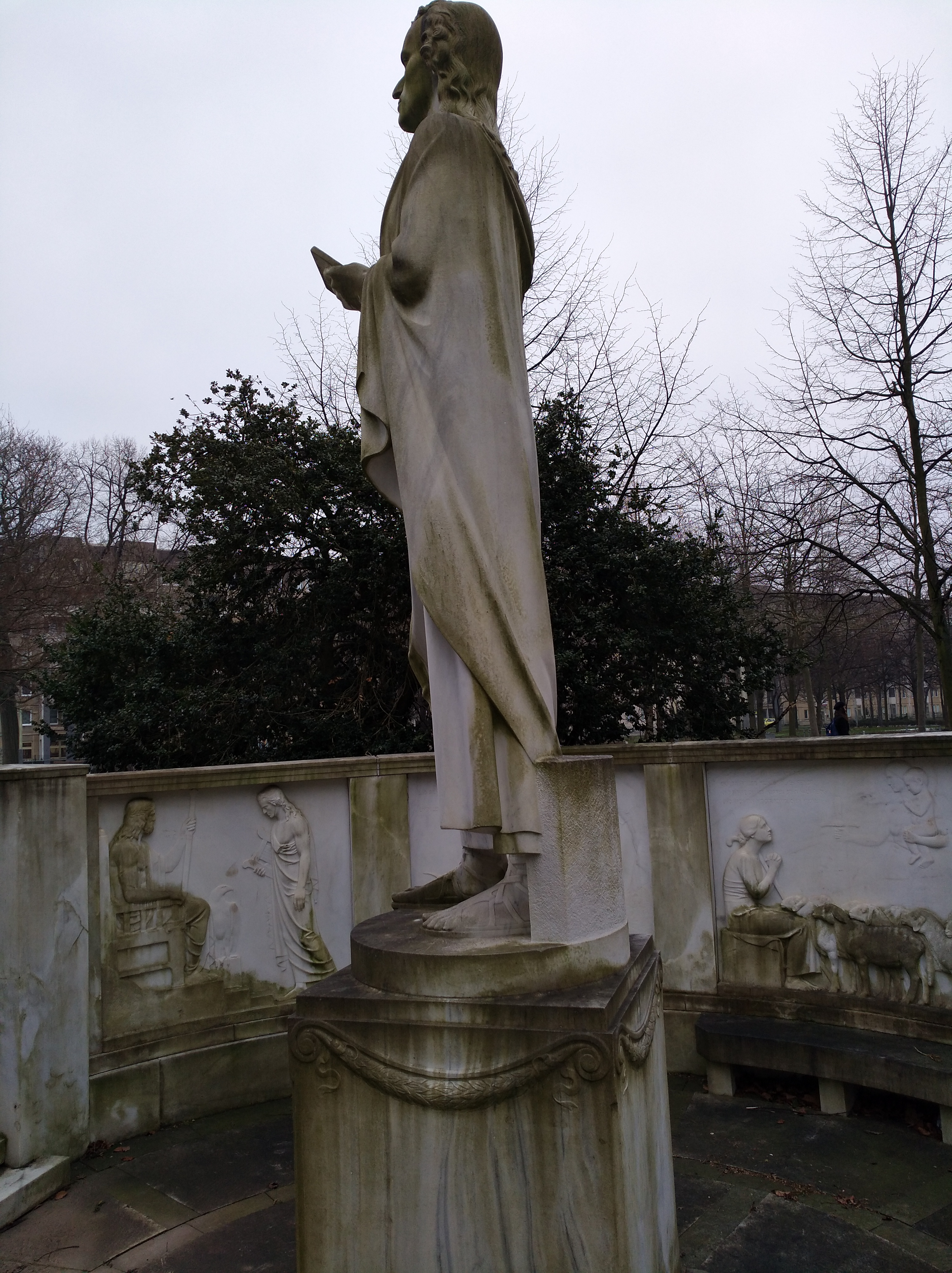
Ausschnitt der Reliefs im Inneren des Schillerdenkmals Dresden (2018)

Die Wände des abgeschlossenen Raumes bedecken neun Reliefs, ebenfalls von Selmar Werner, die Gestalten aus Schillerschen Dichtungen darstellen (vom Eingang links beginnend):
- Die Teilung der Erde (1795, hier: Schiller vor Zeus’ Thron),
- Leander mit dem Leichnam Heros (Hero und Leander, 1801),
- die Vision der Jeanne d’Arc (5. Aufzug aus Die Jungfrau von Orleans, 1800),
- Hektors Abschied von Andromache (Hektorlied, 1801),
- die Bürgschaft (1798),
- das Lied von der Glocke (1799),
- das Mädchen aus der Fremde,[3]
- die Kraniche des Ibykus (1797) und
- der Tellschuß (3. Aufzug, 2. Szene aus Wilhelm Tell, 1804).

„Auch diese Reliefs sind im strengen Stil gehalten, der von jeder perspektivischen Vertiefung und von jeder Andeutung des Schauplatzes absehend den Grund nur als zu schmückende Fläche ansieht, die den Gestalten Halt gibt.“
Das Denkmal wurde am 9. Mai 1914 am inzwischen 109. Todestag Schillers eingeweiht.
Auf einer Freifläche in dem Bereich gelegen, der bei den Luftangriffen auf Dresden 1945 großteils von Bombenabwürfen ausgespart blieb, zudem (wie es damals üblich war, um den kostbaren Marmor zu schützen) mit Wintereinhausung versehen, blieb das Denkmal weitgehend unversehrt erhalten. Auch die Neugestaltung der Hauptstraße in den 1970er Jahren tastete den Bestand des Denkmales nicht an. Eine (behutsame) Sanierung und Umfeldgestaltung erfolgten allerdings erst in den 1990er Jahren.
Von den Dresdnern erhielt das Denkmal kurz nach dessen Einweihung trotz seines hohen Kunstwertes auf Grund der Stellung in einer nur schulterhohen Rotunde den Beinamen „Schiller in der Badewanne“, der auch heute noch bekannt ist.